# Таран (Півченко) Сергій Андрійович
Сергій Андрійович Таран (Півченко) (1891 — † після 1937) — підполковник Армії УНР.
Останнє звання у російській армії — штабс-капітан.
У 1918 р. — значковий 2-го Сірожупанного полку Армії Української Держави. З початку квітня 1919 р. — командир 2-го Сірожупанного полку Дієвої армії УНР. З 16 травня 1919 р. — командир окремого загону Сірожупанників, що 21 травня 1919 р. влився до складу 1-го Сірожупанного полку Дієвої армії УНР. З 05 червня 1919 р. — командир 2-го куреня 10-го Сірожупанного полку Дієвої армії УНР.
Був важко поранений у бою 13 червня 1919 р., втратив 50 відсотків працездатності. У 1920–1921 рр. був приділений до штабу Запасних військ Армії УНР.
З 1923 р. жив на еміграції у Франції в Ліоні. Подальша доля невідома.